# Amerila minor
Amerila minor là một loài bướm đêm thuộc phân họ Arctiinae, họ Erebidae.